# S/S Sydkusten
S/S Sydkusten var ett svenskt lastfartyg som förliste utanför Danmark vid nyåret 1904-1905 på resa mellan Lübeck och Ystad. Fartyget har aldrig återfunnits.
Sydkusten byggdes 1871 som John Schoning vid Akers MV i Oslo och fick namnet Sydkusten efter att ha köpts till Sverige 1875. En större ombyggnad skedde 1899 då fartyget bland annat förlängdes med sex meter.

## Sydkustens förlisning
I ett brev från den 14 april 1905 beskriver C E Nyman för Kongl Kommerskollegium hur ångaren Sydkusten, som hade avgått från Lübeck på nyårsafton den 30 december 1904, helt säkert gått förlorad utanför danska kusten med man och allt. Fyra drunknade besättningsmän hade senare hittats ilandflutna på stränderna vid Køge bugt. I övrigt påträffades inget vrakgods eller liknande efter haveriet. Sydkusten hade förmodligen blivit påseglad av ett annat fartyg som lär ha anlöpt hamnen i Hamburg med betydande stävskador. Uppgiften om detta kanske vållande fartyg gick dock aldrig att styrka. Olyckan väckte stor uppmärksamhet på sin tid. I visans och skillingtryckets form fördes nyheten ut till en bredare allmänhet. Bland de omkomna fanns Frans Sääf, maskinchef.

## Rederi
Rederiet, under vilket Sydkusten seglade, hade några år tidigare startats av en viss kapten Nyman i samarbete med en viss herr Schultz. Efter ytterligare motgångar i den lilla rederiet (man disponerade en flotta på 4-5 små fartyg) så upphörde firman. Den hade på sin tid kommit att kallas Ångfartygs Aktiebolaget Stockholm-Lübeck. De båda kompanjonerna fortsatte sin verksamhet men i något annorlunda form. Nu slog man sig på förmedling av resor både av passagerare och gods, dvs mäkleri. Företaget levde vidare under det välkända firmanamnet Nyman & Schultz.